# Afghanische Staatsbürgerschaft

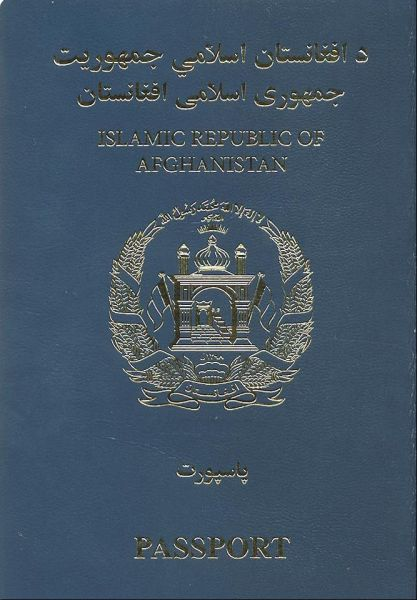
Afghanischer Reisepass

Die afghanische Staatsbürgerschaft bestimmt die Zugehörigkeit einer Person zum Staatsverband Afghanistans mit den zugehörigen Rechten und Pflichten.
Das Staatsangehörigkeitsrecht folgt dem Prinzip von jus sanguinis. Das afghanische Staatsangehörigkeitsrecht regelt den Erwerb, die Weitergabe und den Verlust der afghanischen Staatsbürgerschaft. Afghanistan folgt dem Geburtsortsprinzip und ermöglicht es den Menschen, unabhängig von ihrer ethnischen Zugehörigkeit oder ihrem Geschlecht Bürger Afghanistans zu werden. Es gab kontroverse Vorschläge zur Verwendung des Abstammungsprinzips bei ethnischen Paschtunen.
Die afghanische Verfassung verbietet den unfreiwilligen Verlust der afghanischen Staatsbürgerschaft.